# Chavanges
Chavanges je naselje in občina v severnem francoskem departmaju Aube regije Šampanja-Ardeni. Leta 1999 je naselje imelo 689 prebivalcev.

## Geografija
Naselje leži v pokrajini Šampanji 50 km severovzhodno od središča departmaja Troyesa.

## Uprava
Chavanges je sedež istoimenskega kantona, v katerega so poleg njegove vključene še občine Arrembécourt, Aulnay, Bailly-le-Franc, Balignicourt, Braux, Chalette-sur-Voire, Donnement, Jasseines, Joncreuil, Lentilles, Magnicourt, Montmorency-Beaufort, Pars-lès-Chavanges, Saint-Léger-sous-Margerie in Villeret z 2.084 prebivalci.
Kanton je sestavni del okrožja Bar-sur-Aube.